# Balijelaan
De Balijelaan is een straat in de Nederlandse stad Utrecht in de wijk Zuidwest. Hij loopt vanaf de Vondellaan, Croeselaan en Croesestraat tot aan de Balijebrug over het Merwedekanaal, waarna de Koningin Wilhelminalaan begint. 
De straat vormt de grens tussen de buurten Dichterswijk (kant van de oneven huisnummers) en Rivierenwijk (kant van de even huisnummers). Zijstraten zijn de Zoomstraat, Jekerstraat en Merwedekade (Dichterswijk-zijde) en de Rijnlaan, Scheldestraat, Beerzestraat, Merwedestraat en Merwedekade (Rivierenwijk-zijde).
De Balijelaan is een doorgaande verkeersweg met aan weerszijden fietspaden in beide richtingen. Nabij de bushalte Balijelaan bevindt zich in het midden van de weg een busbaan. Direct langs de huizen lopen smallere ventwegen die deels lager gelegen zijn dan de hoofdweg. 
Aanvankelijk had de Balijelaan een breed middenplantsoen en alleen de huidige ventwegen. Na de aanleg van de Balijebrug in 1959 is deze vervangen door rijbanen om verkeer in de richting van de nieuwe wijk Kanaleneiland mogelijk te maken.
In de straat staan vooral huizen die tussen 1925 en 1935  zijn gebouwd. Sommige panden hebben kenmerken van de Amsterdamse School, zoals het blok Balijelaan 30-44, ontworpen door architectenbureau B. Oosterom. Veel huizen zijn onderverdeeld in een benedenwoning en een of twee bovenwoningen, waarbij de bovenwoningen de toevoeging 'bis' of 'bis-A' bij het huisnummer hebben. 
Nabij de Rijnlaan, Croeselaan en Vondellaan bevinden zich enkele winkels, horecagelegenheden en bedrijven die aansluiten op het winkelgebied Rivierenwijk Rijnlaan.
De Balijelaan is vernoemd naar de Balije van Utrecht, een ridderlijke orde die bestuurd werd en wordt vanuit het Duitse Huis binnen de muren van de stad Utrecht.

## Fotogalerij

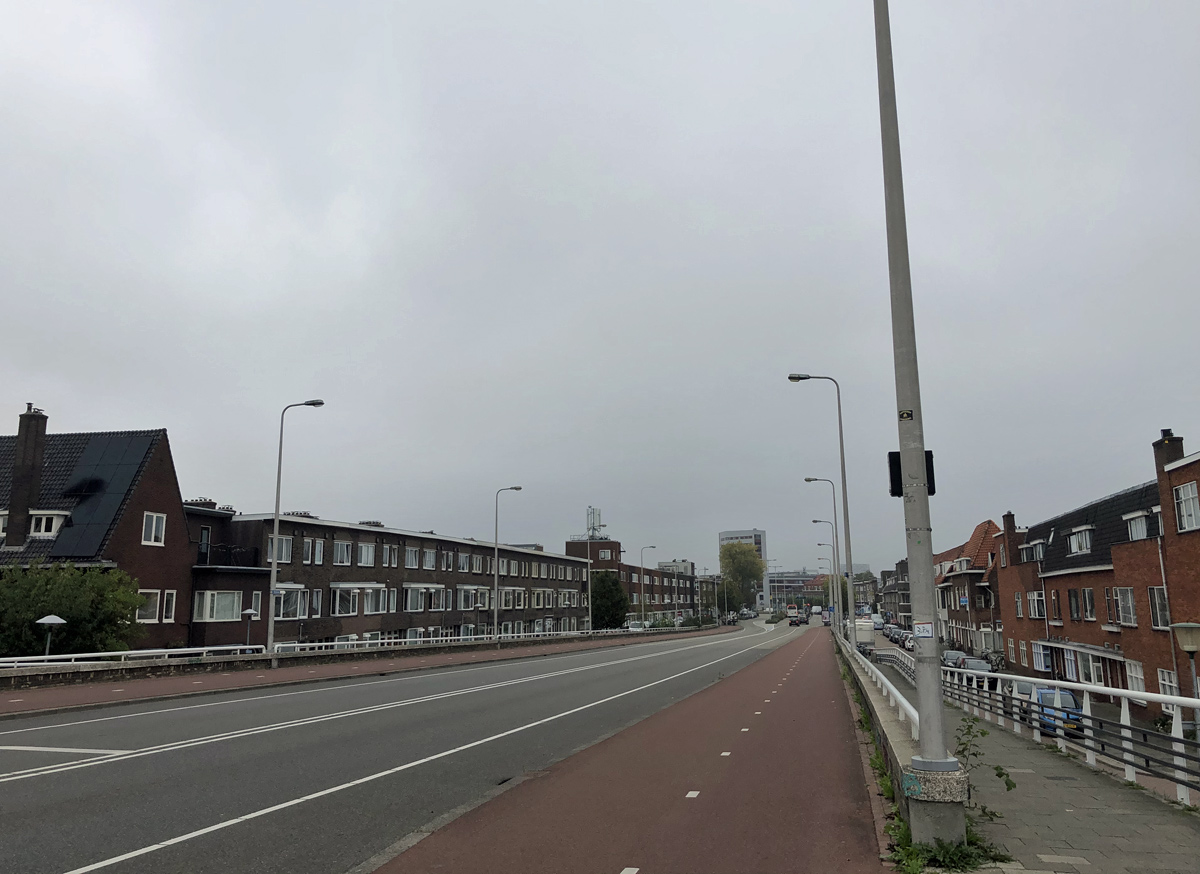
Balijelaan gezien vanaf de Balijebrug
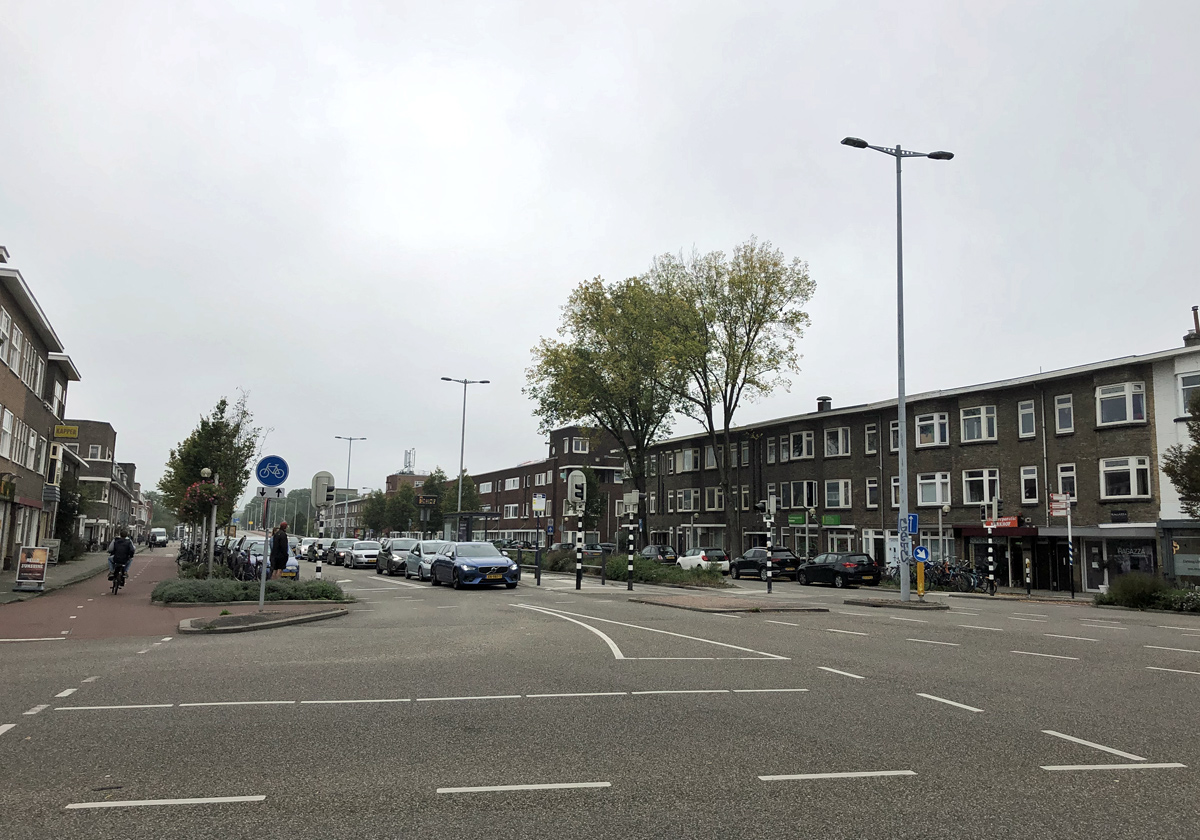
Zicht op de Balijelaan vanaf de kruising met de Rijnlaan